# Municipio de Teddy
El municipio de Teddy (en inglés: Teddy Township) es un municipio ubicado en el condado de Towner en el estado estadounidense de Dakota del Norte. En el año 2010 tenía una población de 36 habitantes y una densidad poblacional de 0,39 personas por km².

## Geografía
El municipio de Teddy se encuentra ubicado en las coordenadas 48°44′50″N 99°4′38″O / 48.74722, -99.07722. Según la Oficina del Censo de los Estados Unidos, el municipio tiene una superficie total de 93.47 km², de la cual 92,84 km² corresponden a tierra firme y (0,67 %) 0,62 km² es agua.

## Demografía
Según el censo de 2010, había 36 personas residiendo en el municipio de Teddy. La densidad de población era de 0,39 hab./km². De los 36 habitantes, el municipio de Teddy estaba compuesto por el 100 % blancos. Del total de la población el 0 % eran hispanos o latinos de cualquier raza.